# Комихинский
Комихинский — посёлок в Коченёвском районе Новосибирской области России. Входит в состав Поварёнского сельсовета. 

## География
Площадь посёлка — 11 гектаров.

## Население
| 2002 | 2007 | 2010 |
| ---- | ---- | ---- |
| 118  | ↘87  | ↘73  |

## Инфраструктура
В посёлке по данным на 2007 год функционируют 1 учреждение здравоохранения и 1 учреждение образования.